# 冷水花
冷水花（学名：Pilea notata），又稱：冷水草，是荨麻科冷水花属的植物。分布于日本、台湾以及中国大陆的浙江、河南、广西、安徽、陕西、湖北、福建、贵州、江西、甘肃、湖南、广东、四川等地，生长于海拔300米至1,500米的地区，常生于山谷或溪旁林下陰暗潮濕處。

## 别名
长柄冷水麻（台湾植物志）